# Xã Clark, Quận Wright, Missouri
Xã Clark (tiếng Anh: Clark Township) là một xã thuộc quận Wright, tiểu bang Missouri, Hoa Kỳ. Năm 2010, dân số của xã này là 1.240 người.